# TIME MACHINE TOUR Traveling Through 45years
『TIME MACHINE TOUR Traveling through 45years』（タイムマシンツアー トラベリングスルー 45 イヤーズ）は、松任谷由実（ユーミン）の14作目のライブビデオ。2019年11月6日にユニバーサル ミュージックよりリリース（DVD：UPBH-20248/9、Blu-ray Disc：UPXH-20082/3）。

## 解説
- 2018年9月22日から2019年5月16日まで全国40公演が行われた「YUMI MATSUTOYA TIME MACHINE TOUR Traveling through 45years」の横浜アリーナ公演(2019年 4/4, 4/6, 4/7)の模様を収録。WOWOWでは放送されなかった「やさしさに包まれたなら」「海を見ていた午後」が新たに収録されている[2]。
- 特典映像の「Traveling through TIME MACHINE TOUR」には、リハーサルや、メイキング映像の他、千秋楽の日本武道館で披露された「卒業写真」も収録[3]。
- セットリストの殆どは「日本の恋と、ユーミンと。」及び「ユーミンからの、恋のうた。」に収録されている。
- 一回のライブで演奏された曲数は29曲が最多で、2024年時点で、ユーミンのコンサートの中で最も多く演奏されたコンサートとなっている

## 収録内容
本編
- オープニング

1. ベルベット・イースター
2. Happy Birthday to You 〜ヴィーナスの誕生
3. 砂の惑星
4. WANDERERS
5. ダンデライオン 〜遅咲きのたんぽぽ
6. 守ってあげたい
7. Hello, my friend
8. かんらん車
9. 輪舞曲
10. 夕涼み
11. 春よ、来い
12. Cowgirl Blues
13. もう愛は始まらない
14. Carry on
15. セシルの週末
16. ハートブレイク
17. 結婚ルーレット
18. 月曜日のロボット
19. ダイアモンドダストが消えぬまに
20. 不思議な体験
21. Nobody Else
22. ESPER
23. COBALT HOUR
24. 宇宙図書館

Encore
1. カンナ8号線
2. DESTINY
3. ひこうき雲

Double Encore
1. やさしさに包まれたなら

Triple Encore
1. 海を見ていた午後

特典映像
「Traveling through TIME MACHINE TOUR」

## 参加ミュージシャン
- キーボード：武部聡志
- ドラム：加藤久幸(2018年)、小田原豊(2019年)
- ベース：浜崎賢太
- ギター：遠山哲朗
- サクソフォン&パーカッション：伊勢賢治
- コーラス&ギター：今井マサキ
- コーラス：亜美、佐々木詩織